# 曼徹斯特威辛頓 (英國國會選區)

選區在大曼徹斯特的位置

曼徹斯特威辛頓（英語：Manchester Withington），英國國會一自治市選區，位於大曼徹斯特郡曼徹斯特市中心以南，包括七個地方選區。
首設於1918年。本區自1987年以前多數支持保守黨，但此後工黨的候選人首次勝出。現任當區議員為2005年首次當選、自民黨的約翰·里奇。他在2010年大選中的以44.6%選票勝出該區連任。